# Aspila oenotryx
Aspila oenotryx là một loài bướm đêm trong họ Noctuidae.